# Cyathea aramaganensis
Cyathea aramaganensis là một loài dương xỉ trong họ Cyatheaceae. Loài này được Kaneh. mô tả khoa học đầu tiên năm 1934.
Danh pháp khoa học của loài này chưa được làm sáng tỏ. 